# Harrisburg (Oregon)
Harrisburg – miasto w Stanach Zjednoczonych, w stanie Oregon, w hrabstwie Linn.